# الحسن بن بهلول
الحسن بن بهلول الأواني الطيرهاني المعروف بالمصادر العربية أو بار بهلول (بالسريانية: ܒܪ ܒܗܠܘܠ)‏ بالمصادر السريانية والغربية. هو أديب ولغوي سرياني عاش في القرن العاشر الميلادي. اشتهر بتأليفه أحد أهم المعاجم السريانية-العربية.

## حياته
لا يعرف الكثير عن تاريخ أو مكان ولادتها غير أن اسمه ذكر من بين الذين دعموا نصب عبد يشوع الأول كمطران على كنيسة المشرق عام 963.

## مؤلفاته
يعتبر المعجم الذي يعزى إليه أحد أهم المصادر عن اللغتان السريانية والعربية الكلاسيكية في العصور الوسطى، حيث ترجم المعجم إلى عدة لغات كالفارسية والأرمنية في وقت مبكر، كما تمت ترجمته إلى الفرنسية من قبل اللغوي روبنس دوفال ومنها إلى الإنكليزية.
كما قام بار بهلول بتأليف العديد من الكتب اللاهوتية وأرخ سير السريان المشارقة والمغاربة. ومن مؤلفاته كذلك كتب عن تفسير الأحلام والغيب.